# Газпром газораспределение Дальний Восток
АО «Газпром газораспределение Дальний Восток» — специализированная газораспределительная организация в Дальневосточном федеральном округе и региональная газовая компания для Хабаровского края, входит в группу компаний «Газпром межрегионгаз». Штаб-квартира — в Хабаровске.

## Собственность
С 31 января 2012 принадлежит к группе лиц ПАО «Газпром».
Структура акционерного капитала по состоянию на конец 2018 года:
- частная собственность — 100 %;
- федеральная собственность, собственность субъекта РФ либо муниципальная собственность — 0 %.

## Руководство
- Июнь 2000 — январь 2012 — генеральный директор Юрий Иванович Володькин[4].
- Апрель 2012 — декабрь 2012 — первый заместитель генерального директора, временно исполняющий обязанности генерального директора Роман Геннадьевич Чернышев
- Январь 2013 — настоящее время — генеральный директор Георгий Владимирович Шперлинг[5].

## История

### 1956 — 1960
28 сентября 1956 года решением краевого исполнительного Совета народных депутатов № 380 была организована контора «Горгаз» для массовой газификации жилого фонда Хабаровска с помощью СУГ. Руководителем был назначен З. Я. Косухкин. К 1958 году в краевом центре газифицировано уже более 3 000 квартир. Вскоре начата газификация коммунально-бытовых предприятий. В 1960 году хабаровские газовики первыми в СССР сдали в эксплуатацию групповые резервуарные установки (ГРУ) «камерного» типа. В этом же году контора «Горгаз» в Хабаровске переименована в трест «Хабаровскгоргаз».

### 1961 — 1970
В 1961 году в Хабаровске централизованно газифицирован первый жилой дом, с помощью газобаллонных установок начата газификация г. Амурска. В то же время в Хабаровске завершается строительство газонаполнительной станции (ГНС). В Комсомольске-на-Амуре, Биробиджане, Бикине, Вяземском открываются газовые участки. Структура предприятия усложняется и много раз трансформируется: трест «Хабаровскгоргаз» реорганизуется в Хабаровский краевой трест «Крайгаз» (1963), затем трест «Хабаровсккрайгаз» преобразован в краевое производственное управление «Хабаровсккрайгаз» (1965), еще позже из него выделен на самостоятельный баланс городской трест «Хабаровскгоргаз» (1969). Одновременно с этим реорганизуются подразделения и в других территориях Хабаровского края, появляются «Комсомольскгоргаз», «Вяземскмежрайгаз». В конце 1960-х годов хабаровские газовики приступают к массовому строительству ГРУ и внутридворовых газопроводов.

### 1971 — 1980
В Комсомольске-на-Амуре построена газонаполнительная станция с резервуарным парком хранения до 6 тыс. т СУГ, аналогичное производство в Хабаровске реконструировано с увеличением мощности до 12 тыс. т. При тресте «Комсомольскгоргаз» создается газовый участок в городе Советская Гавань, а ведомственный газовый участок при тресте «Амурскстрой» переходит в систему краевого газового хозяйства. Газифицируются поселок Эльбан и ряд сельских населенных пунктов. В Амурске начато строительство групповых резервуарных установок (ГРУ). В Советской Гавани сдан в эксплуатацию первый дом с централизованным газоснабжением от шкафных баллонных установок, несколькими годами позже уже введена в эксплуатацию первая ГРУ по улице Пионерской, 21. В Хабаровске пущена в эксплуатацию модернизированная ГРУ — засыпная с электроподогревом газа.

### 1981 — 1990
В 1983 году Новосибирский ГипроНИИгаз разрабатывает схему газоснабжения природным газом Комсомольска-на-Амуре, в следующем году начинается строительства магистрального газопровода Оха — Комсомольск-на-Амуре. Через три года он вводится в эксплуатацию. Это позволяет перевести на снабжение природным газом ТЭЦ города, завод «Амурсталь» и первый жилой дом по улице Сидоренко, 21. Газификация других районов Хабаровского края продолжается с помощью сжиженного углеводородного газа: создается хозрасчётная производственная контора «Совгаваньмежрайгаз», в самой Советской Гавани строится газонаполнительная станция, в южных районах региона образованы Переяславский и Лермонтовский участки по эксплуатации газового хозяйства.

### 1991 — 2000
После того, как администрация Хабаровского края принимает решение о начале второго этапа газификации региона в рамках федеральной целевой программы «Газификация Сахалинской области, Хабаровского и Приморского краев», газовики приступают к строительству магистральных газопроводов к Амурску, посёлкам Солнечный, Эльбан, Хурба, куда вскоре приходит природный газ. Несмотря на сложную экономическую ситуацию в стране, предприятие продолжает свою работу и даже побеждает во Всероссийском конкурсе «Лучшее предприятие газового хозяйства» (диплом II степени, 1999 год). Вскоре компания претерпевает ряд изменений — проходит ее реорганизация в ОАО «Хабаровсккрайгаз», создаются филиалы, появляется газовый участок в поселке Солнечном, Переяславский участок преобразуется в службу эксплуатации газового хозяйства района имени Лазо, объединив в своем составе Хорскую и Полётненскую аварийно-эксплуатационные службы.

### 2001 — 2010
1 октября 2005 года благодаря международному контракту, заключенному между компанией «Эксон Нефтегаз Лимитед» (оператор проекта «Сахалин-1»), с одной стороны, и «Хабаровсккрайгаз» и «Хабаровскэнерго» — с другой, в рамках соглашения о разделе продукции в Хабаровский край начал поступать природный газ.
С 2002 по 2006 специалисты предприятия участвуют в строительстве магистрального газопровода Комсомольск-на-Амуре — Хабаровск (впоследствии он станет частью магистрального газопровода «Сахалин-Хабаровск-Владивосток»). Немногим позже введены в эксплуатацию газопровод ГРС-1 — ТЭЦ-1 в Хабаровске, газораспределительная станция (ГРС) и магистральный газопровод в поселке Ягодном Комсомольского района, магистральный и распределительный газопроводы до Николаевской ТЭЦ. Построена первая очередь газопровода ГРС-1 — Ильинка — Бычиха: природный газ подведен к котельной сёл Краснореченское и Бычиха. В Хабаровске пущен первый ГРП № 75, что позволяет газифицировать природным газом первые домовладения частного сектора Южного округа города.
В ходе строительства применяются современные технологии. Так, при строительстве газопровода в с. Рощино Хабаровского района (2009 год) впервые в крае применены полиэтиленовые трубы вместо стальных (при использовании метода наклонно-направленного бурения).
В этот период в структуре компании происходит ряд изменений: газовое хозяйство Хабаровска («Хабаровскгоргаз») снова возвращается в состав ОАО «Хабаровсккрайгаз». В 2010 году хабаровские газовики работают над подачей газа в распределительный газопровод до Петропавловской ТЭЦ. В том же году в Петропавловске-Камчатском создана газовая эксплуатационная служба предприятия.

### 2011 — 2020
В январе 2012 года становится частью группы компаний ПАО «Газпром». В 2015 году это отражается в ее названии — происходит переименование из ОАО «Хабаровсккрайгаз» в АО «Газпром газораспределение Дальний Восток». В 2017 году по решению управляющей компании создано новое юридическое лицо ООО «Газэнергосеть Хабаровск», которому от «Газпром газораспределение Дальний Восток» начата передача бизнес-процессов по реализации СУГ юридическим и физическим лицам Хабаровского края, которая завершилась в 2018 году передачей функции поставщика сжиженного углеводородного газа для жителей Хабаровского края другому юридическому лицу из группы компаний «Газпром межрегионгаз». После ликвидации дочернего общества ООО «Сахалинмежрайгаз» эксплуатацией и развитием сетей газораспределения в островном регионе занимается Производственно-эксплуатационное управление Сахалинской области АО «Газпром газораспределение Дальний Восток».
Предприятие продолжает развивать направление по строительству и обслуживанию сетей природного газа. В этот период построены газопровод природного газа до п. Горный Хабаровского края, до с. Красное Николаевского муниципального района, блочные котельные в с. Сосновка, Осиновая Речка, сдан в эксплуатацию межпоселковый газопровод к с. Дальнее Сахалинской области. Продолжается перевод многоквартирных домов Хабаровска (в Северном и Южном округе) на использование природного газа. Ведется работа над проектами создания распределительных газопроводов в Амурской области, Хабаровском и Приморском крае. В 2020 году специалисты компании подали природный газ на котельную ТОР «Большой Камень» для обеспечения теплом и горячей водой жилых микрорайонов для судостроителей («Шестой», «Парковый», «Садовый»), агропромышленному комплексу «НК Лотос» и заводу «Спасскцемент» в Приморском крае, котельным Тымовского района на Сахалине, Тымлатскому рыбокомбинату на Камчатке. Кроме того, впервые в Приморье (в микрорайоне «Радужный» г. Уссурийска) был осуществлен перевод с СУГ на природный газ жилого фонда.

### 2021 — настоящее время
Построены и введены в эксплуатацию распределительные газопроводы для газификации природным газом потребителей в г. Уссурийск, сел Славинка и Красный Кут Приморского края, в с. Покровка, с. Сосновка, с. Углезаводск Долинского района Сахалинской области, с. Новый Мир Комсомольского района, сел Казакевичево и Ильинка  Хабаровского района, с. Де-Кастри Ульчского района, а также населенных пунктов Вяземского района Хабаровского края, в том числе в рамках программы догазификации. Газ подан на площадку «Парус» ТОР «Комсомольск», приморскому гелиевому хабу «Газпром гелий сервис»,  логистическому комплексу Уссури-Холод, Хабаровскому заводу железобетонных изделий №4 , котельным в Вяземском районе Хабаровского края, ЗАТО Циолковский и г. Свободный в Амурской области. С 2023 года прекратила обслуживание населения Сахалинской области в части внутриквартирного и внутридомового оборудования, передав эти функции другому юридическому лицу .

## Деятельность
Основные виды деятельности :
- обеспечение природным газом потребителей Хабаровского края;
- транспортировка природного газа по газораспределительным сетям Камчатского, Приморского краев, Сахалинской области;
- эксплуатация газораспределительных систем и газового оборудования в Хабаровском, Камчатском, Приморском краях, Сахалинской и Амурской области;
- выполнение функции заказчика по проектированию, строительству, реконструкции и капитальному ремонту объектов газового хозяйства в территориях присутствия (в том числе для газификации населенных пунктов);
- осуществление капитального ремонта газового оборудования, зданий и сооружений.

По состоянию на начало 2021 года газораспределительная система АО «Газпром газораспределение Дальний Восток» включает:
- эксплуатация более 1500 км газопроводов;
- свыше 110 000 квартир, газифицированных природным газом;
- 145 промышленных и более 290 коммунально-бытовых газифицированных предприятий.

Наряду с развитием сетей газоснабжения в Дальневосточном федеральном округе, компания занимается некоммерческими и социальными проектами: в 2016 году на территории штаб-квартиры в Хабаровске открыт корпоративно-отраслевой музей газификации Дальнего Востока. Компания реализует некоммерческий образовательный проект «Агенты домашней безопасности» по безопасному обращению с газом среди школьников, который был отмечена дипломом победителя в категории «Корпоративная социальная ответственность» премии «Серебряный лучник — Дальний Восток-2017».